# Priolepis robinsi
Priolepis robinsi är en fiskart som beskrevs av Garzón-ferreira och Acero P., 1991. Priolepis robinsi ingår i släktet Priolepis och familjen smörbultsfiskar. IUCN kategoriserar arten globalt som livskraftig. Inga underarter finns listade i Catalogue of Life.